# Emington
Emington – wieś w Stanach Zjednoczonych, w stanie Illinois, w hrabstwie Livingston.